# Yunguyo (tỉnh)
Tỉnh Yunguyo (tiếng Tây Ban Nha: Provincia de Yunguyo) là một tỉnh thuộc vùng Puno của Peru. Tỉnh Yunguyo có diện tích 288 km², dân số thời điểm theo điều tra dân số ngày 11 tháng 7 năm 1993 là 48258 người. Tỉnh lỵ đóng ở Yunguyo.